# Маккензі Пірс
Макензі Пірс (англ. Mackenzee Pierce; нар. 10 березня 1988 року, Чендлер (Аризона), Аризона, США) — американська модель і порноакторка.

## Життєпис
У 2008 році перенесла операцію зі збільшення грудей. Хобі: фітнес і велопрогулянки.

### Порноіндустрія
В порноіндустрію потрапила в 2007 році, коли їй виповнилося 19 років. Її перший фільм називався No Swallowing Allowed #11. Бере участь у жанрах лесбі, анального, групового сексу. Знімається з такими порностудіями, як: Brazzers, Private, Digital Sin, Anabolic Video, Red Light District, Penthouse, Jules Jordan Video, New Sensations та ін. 
Знялася в понад 100 порнофільмах і сценах.

## Премії і номінації
- 2010: AVN Award — найкраща сцена подвійного проникнення — Hot N' Sexy — Номінація[3]
- 2011: AVN Award — найкраща сцена подвійного проникнення — Whatever It Takes — Номінація[4]

## Фільмографія
- 18 And Loves It Up The Ass 4 (2012)
- Angelic Asses (2013)
- 18 Year Old Pussy 10 (2007)
- Baby Got Boobs 5 (2010)
- Anal Asspirations 10 (2008)
- Big Butt Oil Orgy 2 (2010)
- Big Wet Butts 4 (2009)
- Breakroom Betties (2008)
- Blondes And Big Black Dicks 3 (2013)
- DP My Wife With Me 2 (2013)
- Busty Nurses (2010)
- Evil Anal 7 (2008)
- Hot Anal Adventures (2010)
- Hottest Yoga (2012)
- Letter A Is For Asshole (2010)
- Massive Anal Booty 2 (2012)
- My girlfriend's Busty Friend 5 (2013)
- Teen Hitchhikers 18 (2008)
- Teenage Anal Princess 8 (2008)
- Young Harlots: School Trip (2010)